# Нджоле
Нджоле (фр. Ndjolé) — місто у центральній частині Габону, на території провінції Середнє Огове.

## Географія
Розташовано на березі річки Огове, на північному сході від міста Ламбарене. Абсолютна висота — 110 метрів над рівнем моря.

## Населення
За даними 2013 року чисельність населення становить 7222 особи.
Динаміка чисельності населення міста за роками:
| 1993 | 2013 |
| ---- | ---- |
| 3700 | 7222 |

## Економіка і транспорт
Економіка міста базується на лісовій промисловості. Окрім того, Нджоле — важливий транспортний центр. Містом проходить Трансгабонська залізниця, а також національне шосе № 2. Нджоле — кінцевий пункт на річці Огове, куди доходять баржі.